# Isolona dewevrei
Isolona dewevrei (De Wild. & T.Durand) Engl. & Diels – gatunek rośliny z rodziny flaszowcowatych (Annonaceae Juss.). Występuje naturalnie w Wybrzeżu Kości Słoniowej, Ghanie, południowej Nigerii, w Kamerunie oraz Demokratycznej Republice Konga. 

## Morfologia
PokrójZimozielony krzew dorastający do 2–8 m wysokości.
LiścieMają kształt od eliptycznego do eliptycznie odwrotnie jajowatego. Mierzą 9–19 cm długości oraz 2,5–6,5 cm szerokości. Nasada liścia jest klinowa. Blaszka liściowa jest o spiczastym wierzchołku. Ogonek liściowy jest nagi i dorasta do 2–5 mm długości.
KwiatySą pojedyncze lub zebrane w pary, rozwijają się w kątach pędów. Mają żółtą barwę. Działki kielicha mają okrągły kształt. Płatki mają eliptycznie odwrotnie jajowaty kształt i osiągają do 5–10 mm długości.
OwoceOwocostany o kształcie od jajowatego do kulistego. Osiągają 3,5–7 cm długości i 3–5,5 cm szerokości. Mają zielonkawą barwę.

## Biologia i ekologia
Rośnie w wilgotnych lasach wtórnych.